# 希斯卡毛羅馬山
16°38′45″S 69°57′16″W / 16.64583°S 69.95444°W
希斯卡毛羅馬山（Jisk'a Mawruma），是秘魯的山峰，位於該國東南部普諾大區，由埃爾科廖省的聖羅薩區負責管轄，屬於安地斯山脈的一部分，海拔高度5,000米。